# 双庙站
双庙站是一个濉阜线上的铁路车站，位于安徽省涡阳县双庙镇，建于1971年，目前为四等站，邮政编码为233652。目前客运：办理旅客乘降；不办理行李、包裹托运；货运：办理整车货物发到；危险货物仅办理农药、化肥发到。